# 拉麗薩
拉丽薩（西班牙语：La Lisa）是古巴首都哈瓦那市的一个区，面積37.5平方公里，2004年人口130,969 ，人口密度為每平方公里3,492.5人。
拉丽薩包括Alturas de La Lisa、Arroyo Arenas、Balcón Arimao、Punta Brava等七个区。 

## 友好城市
- 法國 塞纳河畔伊夫里